# 일본국 헌법 제86조
일본국 헌법 제86조(일본어: 日本国憲法第86条)은 일본국 헌법 제7장 "재정"의 조문 중 하나이다. 예산의 편성과 국회의 의결에 대해 규정하고 있다.

## 조문
일본국 헌법 제86조
내각은 매 회계연도의 예산을 작성하며, 국회에 제출하여 그 심의를 받고 의결을 거쳐야 한다.

## 해설
내각은 매 회계연도의 예산을 편성하여 국회에 제출하여야 한다. 이때 헌법 제60조 규정에 따라 중의원에 먼저 예산안이 제출되고, 중의원에서 심의·의결된 예산안은 참의원으로 송부되어 참의원의 심의·의결을 거치면 예산이 최종 성립된다.
법률에 정해진 일본 정부의 회계연도는 4월 1일부터 다음해 3월 31일까지이다.